# Re-Mit
Re-Mit  è il trentesimo album in studio del gruppo musicale post-punk inglese The Fall, pubblicato nel 2013.

## Tracce
1. No Respects (Intro) – 1:03
2. Sir William Wray – 3:33
3. Kinder of Spine – 2:26
4. Noise – 2:28
5. Hittite Man – 5:47
6. Pre-MDMA Years – 1:08
7. No Respects rev. – 4:58
8. Victrola Time – 3:55
9. Irish – 3:42
10. Jetplane – 3:13
11. Jam Song – 5:00
12. Loadstones – 2:56

## Formazione
- Mark E. Smith - voce
- Peter Greenway - chitarra
- Keiron Melling - batteria
- Elena Poulou - tastiere, voce
- David Spurr - basso
- Tim Presley - chitarra (1,3,7)